# Nikolaiberg
Der Nikolaiberg ist ein 273 Meter hoher Hügel im 13. Wiener Gemeindebezirk Hietzing und erhebt sich 65 Meter über das Wiental. 

## Geografie

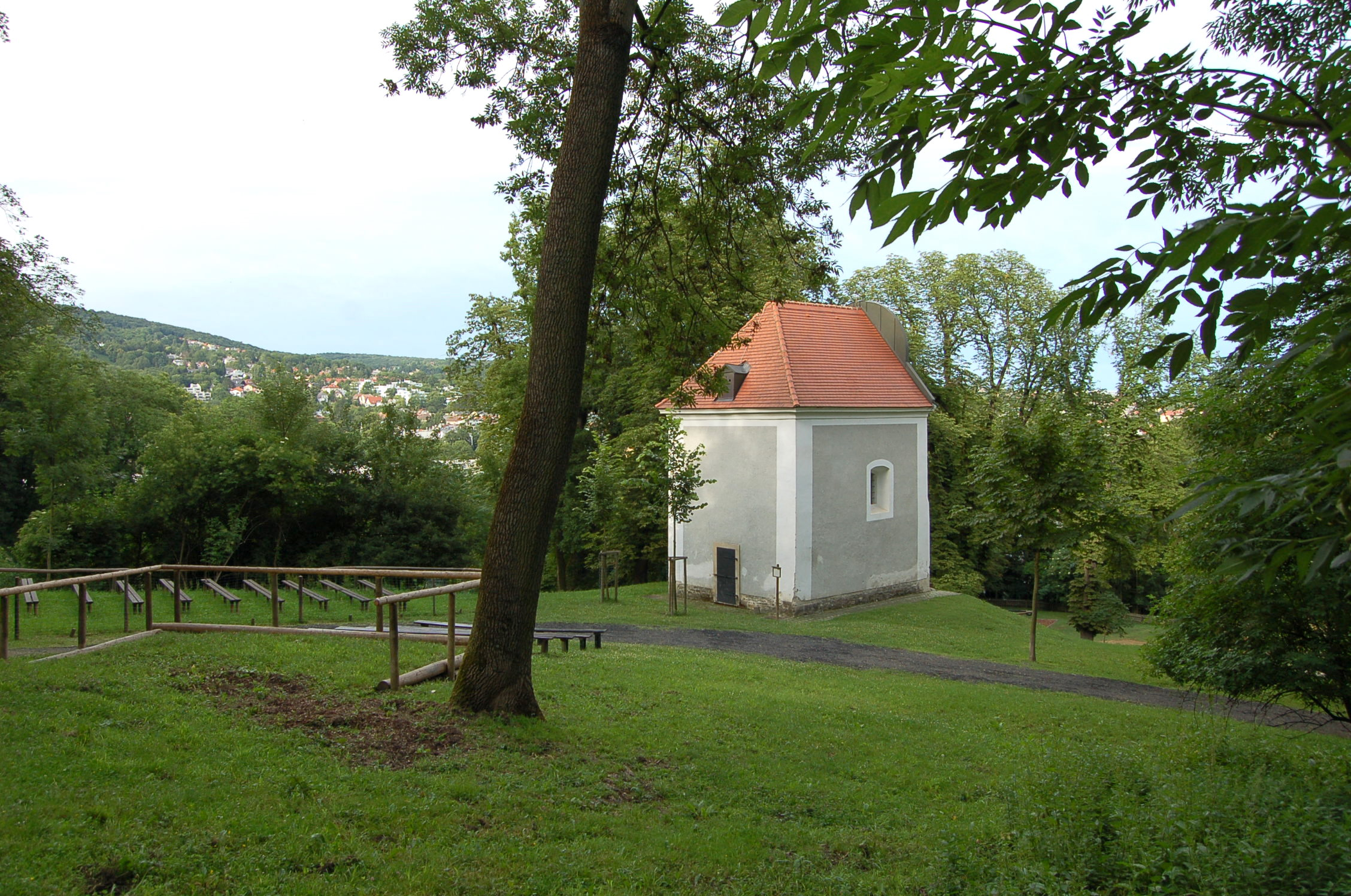
Nikolaikapelle am Osthang des Nikolaibergs

Der Nikolaiberg liegt im nördlichen Teil Hietzings am nordöstlichen Rand des Lainzer Tiergartens. Der bewaldete Nikolaiberg wird im Norden von der Wien begrenzt, im Süden liegt der Hagenberg. Am Südwesthang des Berges liegt die Hackinger Wiese, im Südosten die Nikolaiwiese mit der gleichnamigen Nikolaikapelle. Unter einem Teil des Nikolaiberges verläuft der Lainzer Tunnel  der Westbahn.

## Geschichte
Der Nikolaiberg wurde erstmals 1788 urkundlich erwähnt und ist nach der nahe gelegenen Kapelle benannt. Die Kapelle wurde bereits 1321 urkundlich genannt und gehörte jahrhundertelang zur Pfarre Hütteldorf. Das teilweise im romanischen Stil erbaute Gotteshaus kam 1833 gemeinsam mit dem umliegenden Gebiet zum Lainzer Tiergarten.